# Scinax madeirae
Scinax madeirae é uma espécie de anfíbio da família Hylidae. Pode ser encontrada no Brasil, no estado de Rondônia, e no leste da Bolívia, nos departamentos de Santa Cruz e Bení.
Considerada um sinônimo de Scinax fuscomarginatus desde 1973, foi restaurada a categoria de espécie distinta em 2014.